# Rautatienkatu (Oulu)
Pour les articles homonymes, voir Rautatienkatu.
Rautatienkatu (français : Rue du chemin de fer) est une rue des plus importantes du centre-ville d'Oulu en Finlande.

## Présentation
Rautatienkatu est une rue sur le bord sud-est du plan hippodamien du centre d'Oulu. 
L'extrémité nord-est de la rue se trouve dans le quartier de Vaara, à l'intersection de Heikinkatu, Tulliväylä et Kajaanintie, d'où la rue passe devant la gare et continue sur Saaristonkatu, à côté de Lyötynpuisto à travers le quartier Vanhatulli jusqu'à Limingantulli, où elle se termine dans Limingantie.
La rue effectue tout son parcours en longeant la gare de triage, du côté nord-ouest de la gare de triage.
Rautatienkatu à est à deux voies. 
Rautatienkatu est, avec Aleksanterinkatu et Uusikatu, une liaison Sud-Ouest → Nord-Est importante pour le trafic de véhicules. 
Les lignes de bus de transport public d'Oulu empruntent Rautatienkatu, et une piste de circulation douce longe Rautatienkatu.

## Histoire
La rue anciennement connue sous le nom d'Itäinen aitakatu a été renommée Rautatienkatu en relation avec l'approbation du plan d'urbanisme en 1907, lorsque les anciens noms de rues  ont été raccourcis.

## Galerie

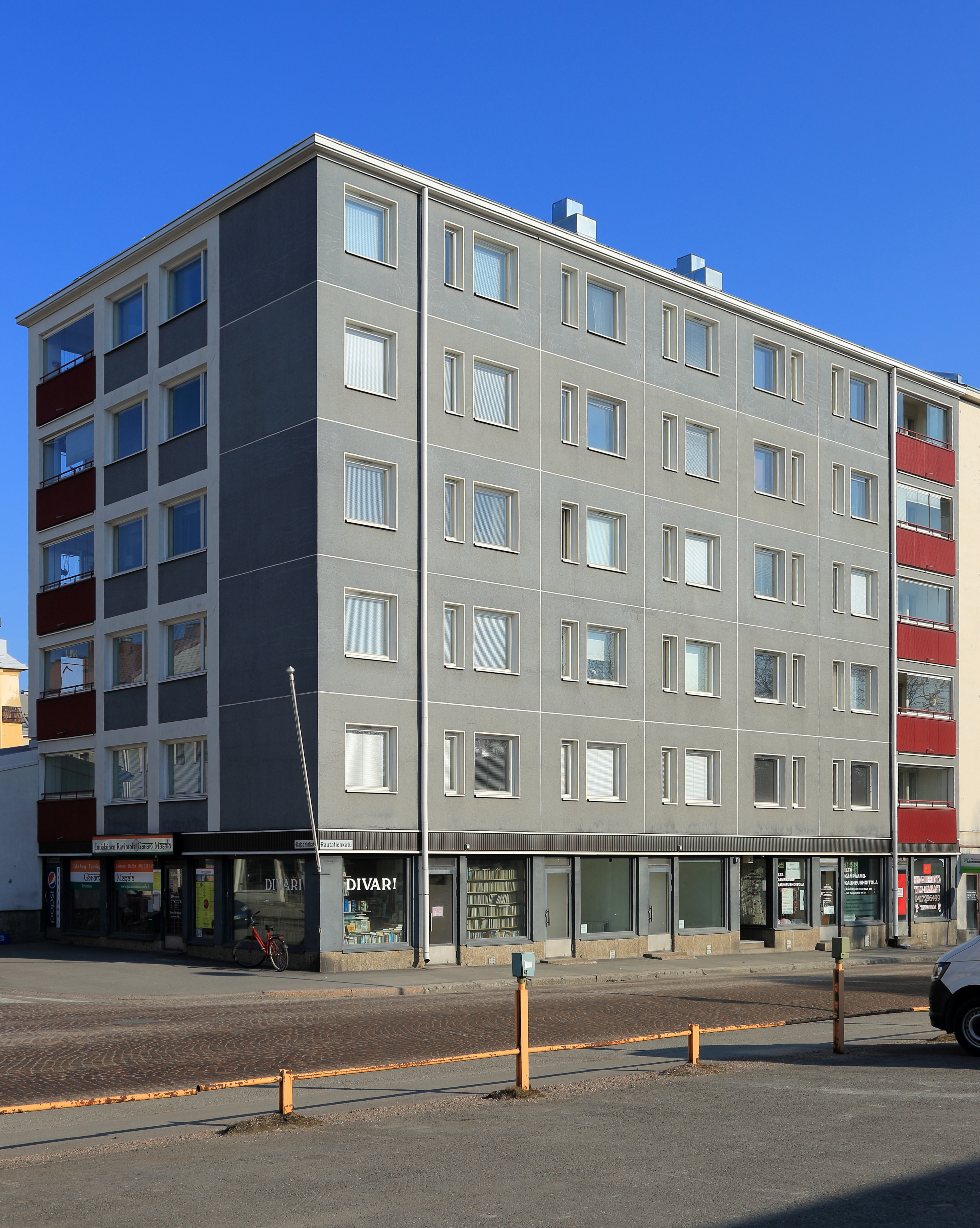
Rautatienkatu 6.
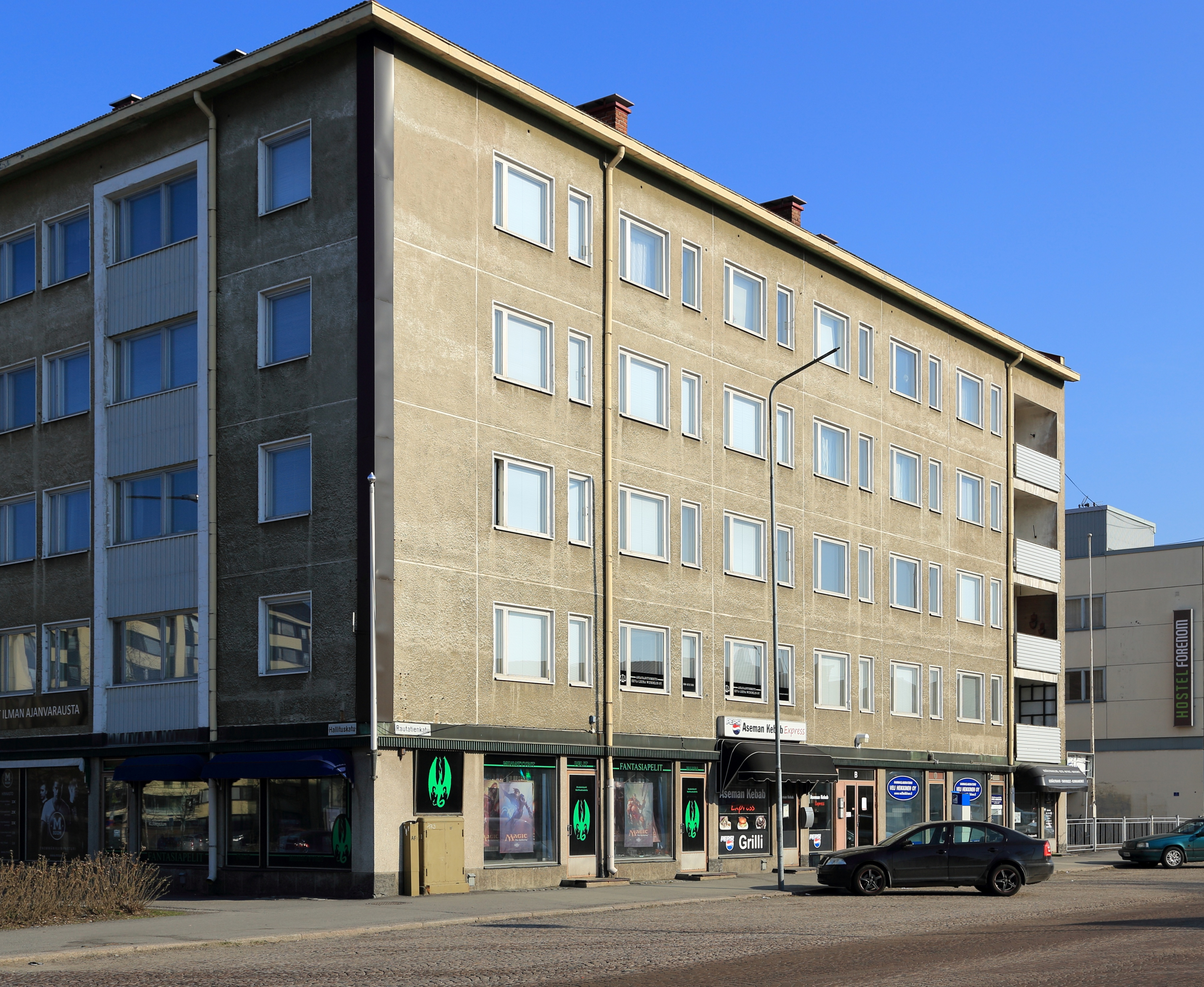
Rautatienkatu 10.
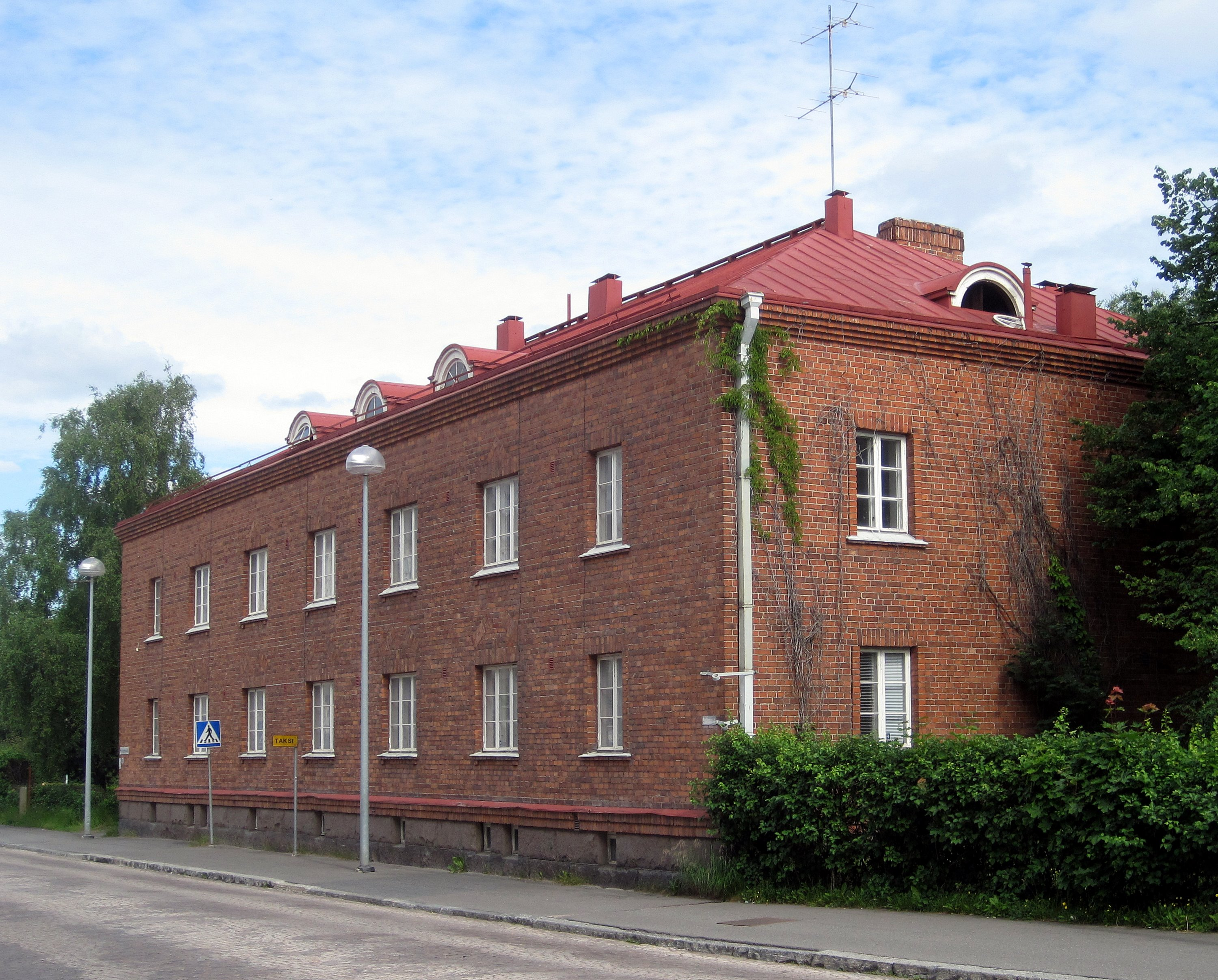
Rautatienkatu 13.
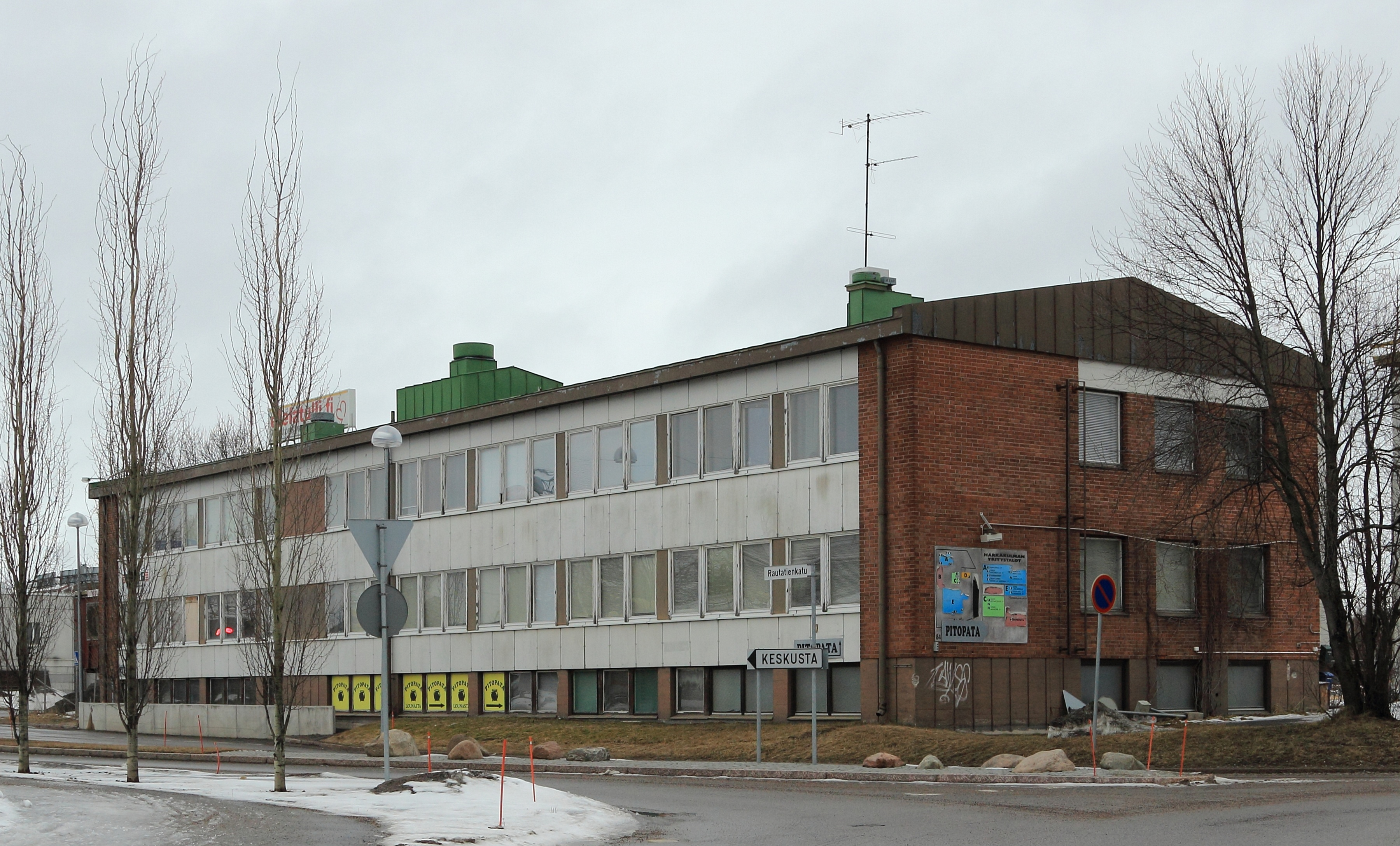
Rautatienkatu 84.

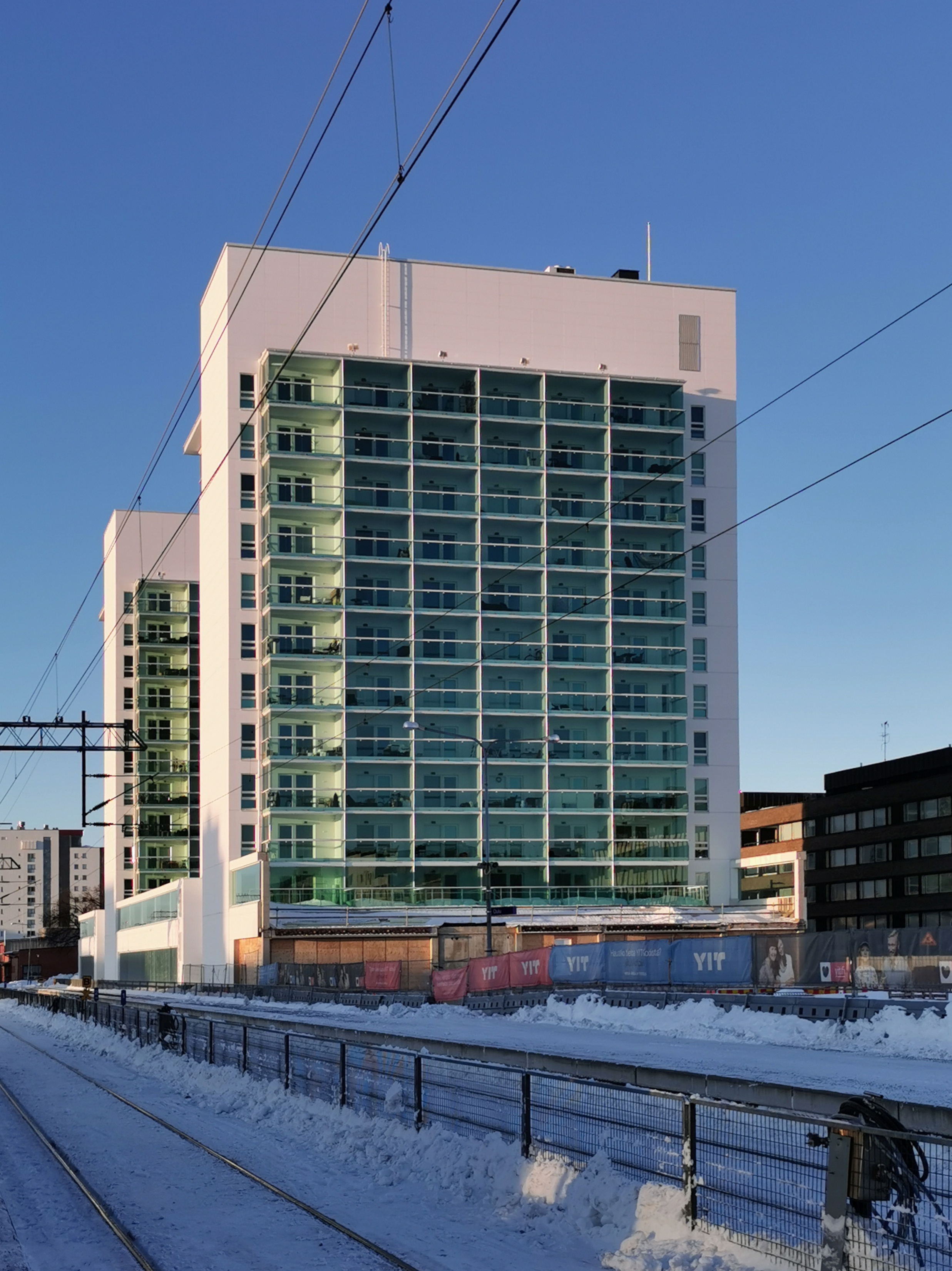
Rautatienkatu 17.
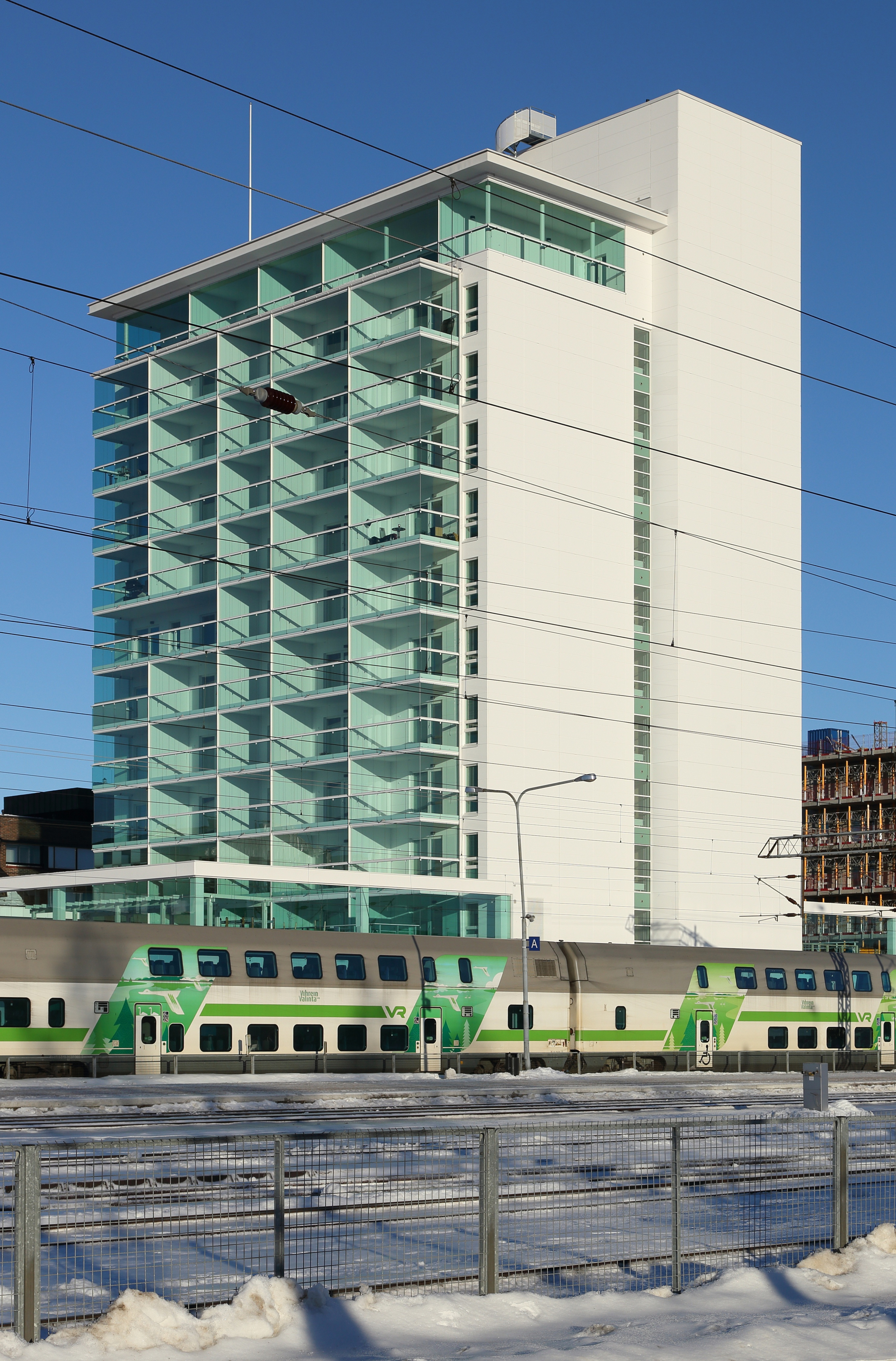
Rautatienkatu 19.
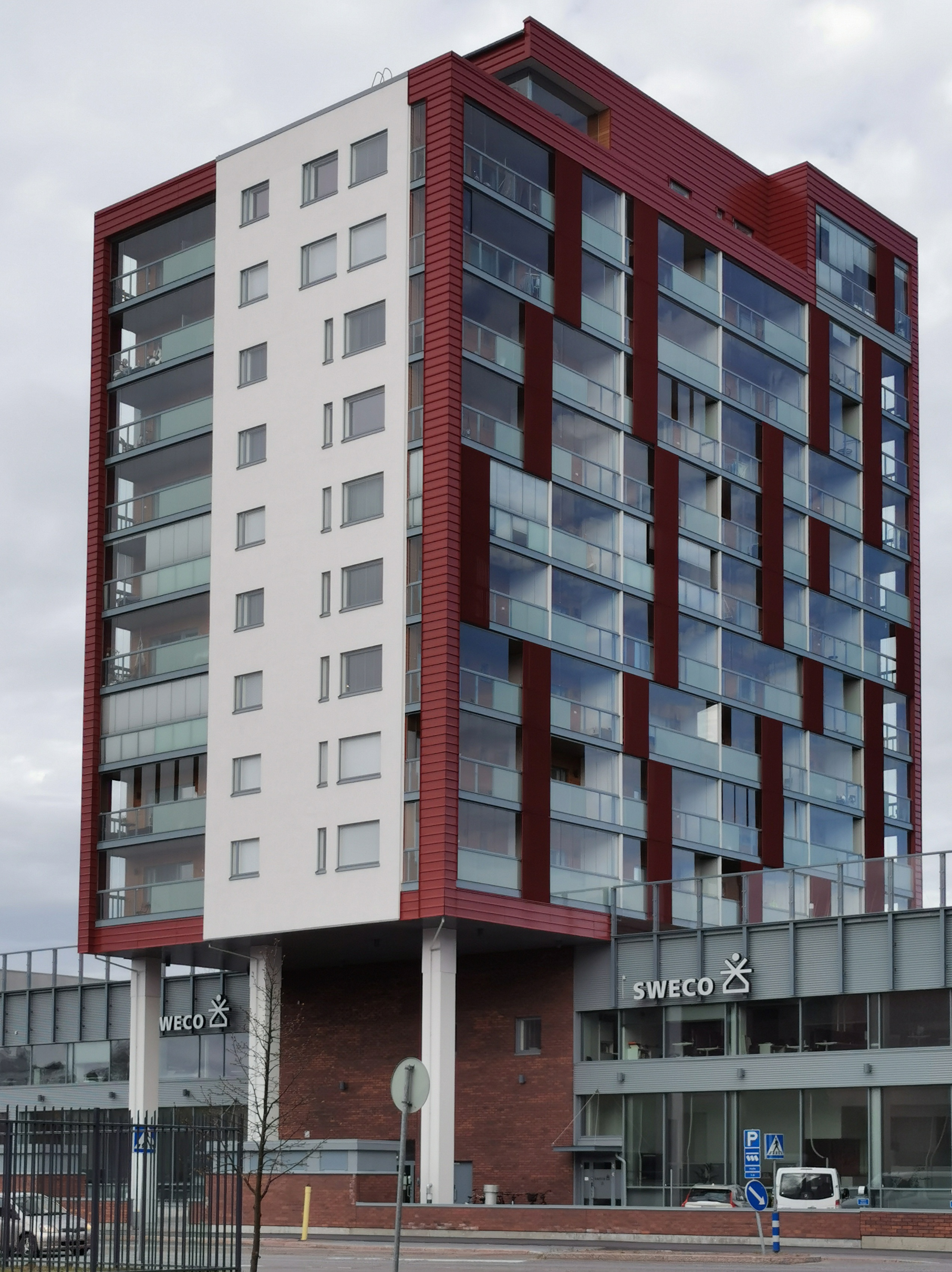
Rautatienkatu 29.
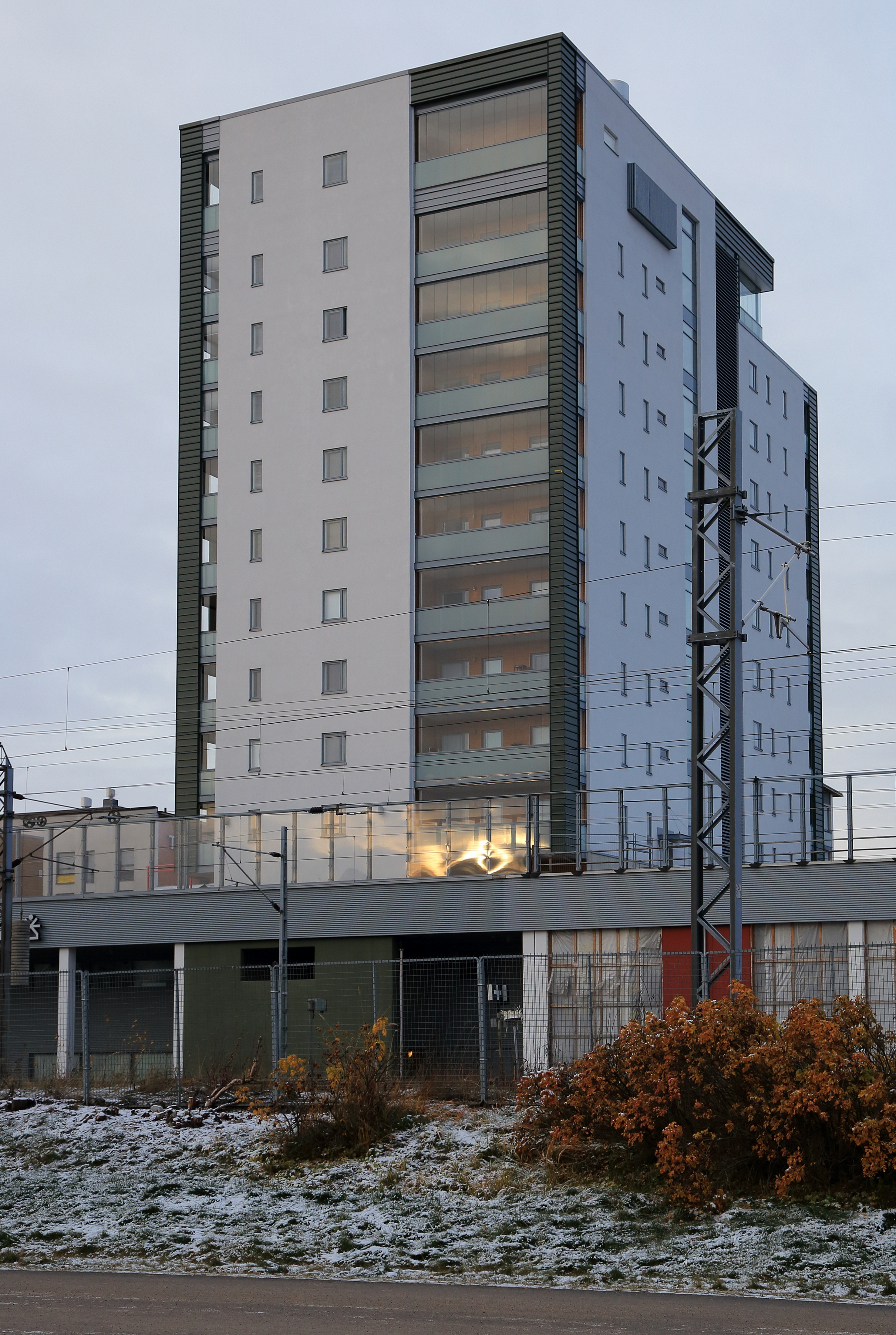
Rautatienkatu 31.
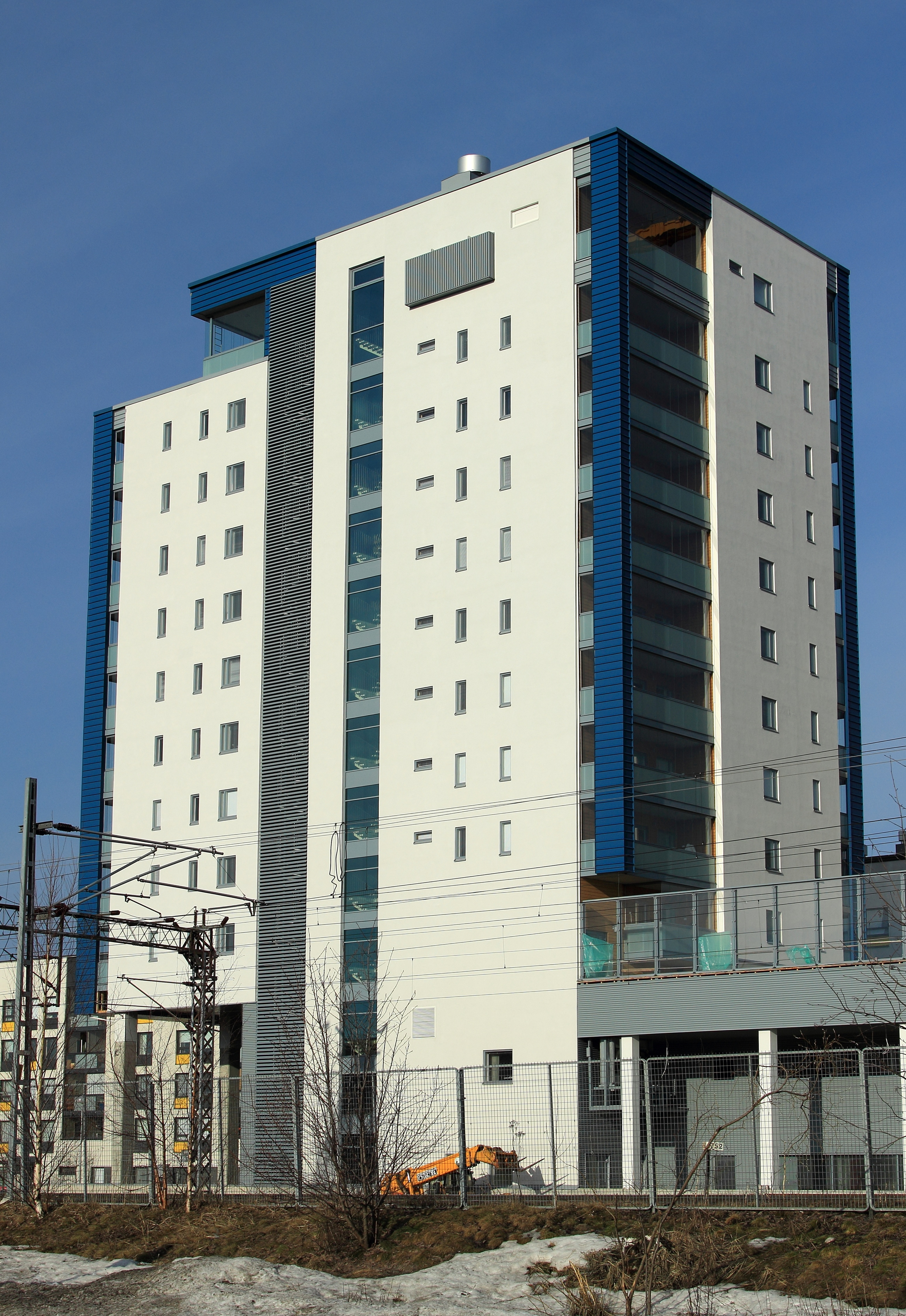
Rautatienkatu 33.
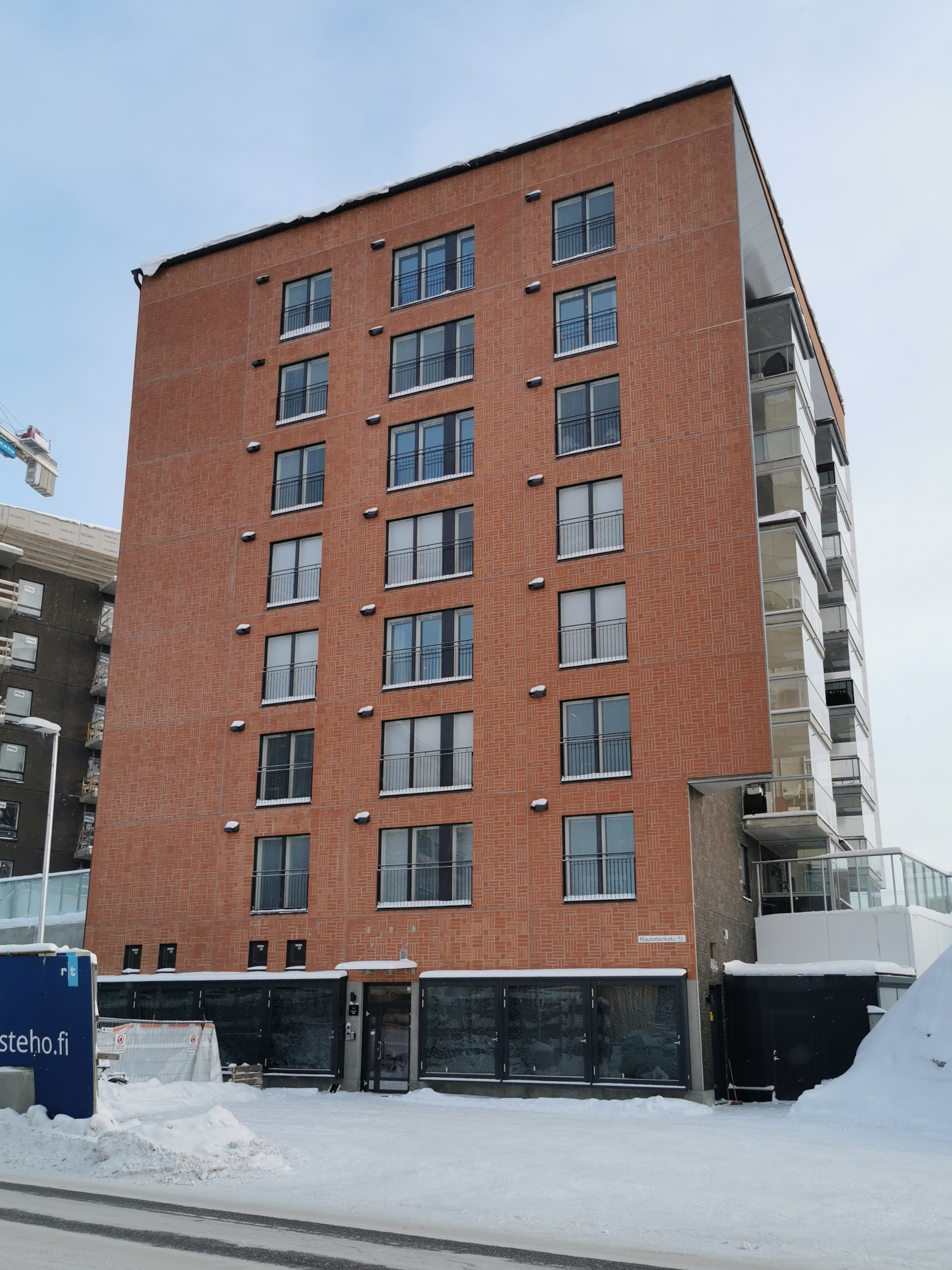
Rautatienkatu 1C.